# Tidsmaskine
 For alternative betydninger, se Tidsmaskine (flertydig). (Se også artikler, som begynder med Tidsmaskine)
En tidsmaskine er et fiktivt apparat, der gør det muligt at rejse i tiden. Tidsmaskinen og andre fiktive elementer, der gør tidsrejser mulige, er blevet brugt som et element i mange sammenhænge, og der er ikke en fast skitse for, hvordan den skal fremstilles. Det ses sommetider, at den ikke fremstilles som en maskine, men som f.eks. et magisk objekt  eller en tidsportal.